# 함정 (1995년 영화)
《함정》(영어: Just Cause) 혹은 숀 코너리의 함정은 미국에서 제작된 아니 글림처 감독의 1995년 범죄 스릴러 영화이다. 숀 코너리, 로런스 피시번 등이 출연하였고, 스티브 페리 등이 제작에 참여하였다.

## 줄거리
사형 반대론자인 하버드대 법대 교수 폴은 한 노부인으로부터 여성을 강간 살해한 죄로 사형될 위기에 놓인 손자 보비를 조사해 달라는 부탁을 받는다. 보비는 자신에게 고문을 가한 보안관들의 유도로 거짓 자백을 강요당했으며 진범은 블레어라는 연쇄 살인범이라고 주장한다.

## 출연진
- 숀 코너리
- 로런스 피시번
- 케이트 캡쇼
- 블레어 언더우드
- 에드 해리스
- 크리스토퍼 머리
- 루비 디
- 스칼릿 조핸슨
- 대니얼 J. 트러반티
- 네드 베이티
- 케빈 매카시
- 호프 랭
- 크리스 서랜던
- 리즈 토레스
- 린 시그펜
- 터랠 힉스
- 콜린 피츠패트릭

## 기타 제작진
- 총괄 제작: 숀 코너리
- 공동 제작: 게리 포스터
- 배역: 빌리 홉킨스, 수잰 스미스 크롤리, 케리 바든
- 미술: 퍼트리치아 본브랜던스타인
- 의상: 게리 존스, 앤 로스

## 우리말 녹음
KBS 성우진 (1998년 6월 20일)
- 유강진 - 폴(숀 코너리)
- 탁재인 - 태니(로런스 피시번)
- 손정아 - 로리(케이트 캡쇼)
- 구자형 - 보비 얼(블레어 언더우드)
- 강구한 - 블레어(에드 해리스)
- 임종국
- 정민희
- 정기항
- 김규식
- 노민
- 김정호
- 성선녀
- 이향숙